# Joanna (hrabina Ponthieu)
Joanna, także Joanna z Dammartin (ur. ok. 1220, zm. 15/16 marca 1279 w Abbeville) – królowa Kastylii i Leónu od 1237 do 1252 jako żona króla Ferdynanda III, hrabina Aumale, hrabina Ponthieu od 1252; matka królowej angielskiej Eleonory kastylijskiej.

## Życiorys
Joanna była córką hrabiny Ponthieu Marii oraz jej męża Szymona z Dammartin. We wrześniu lub październiku 1237 poślubiła króla Kastylii i Leónu Ferdynanda III. Była jego drugą żoną (pierwsza, Beatrycze, zmarła w 1237 i pozostawiła królowi dziesięcioro dzieci). Miała z Ferdynandem kilkoro dzieci, w tym syna Ferdynanda i córkę Eleonorę.
Małżeństwo Joanny z królem Ferdynandem, mimo jej pochodzenia spoza rejonu zainteresowań polityki kastylijskiej i skromniejszego tytułu było uwarunkowane splotem przyczyn politycznych i osobistych. Joanna była potomkiem zarówno królów Francji, jak i Kastylii. Hrabstwo Ponthieu, choć niewielkie, było strategicznie położone pomiędzy dobrami królów Anglii i Francji. W 1235 Joanna została związana z królem Anglii Henrykiem III (jednak bez koniecznej do sformalizowania małżeństwa papieskiej dyspensy niezbędnej z uwagi na bliskie pokrewieństwo), a zawarcie ważnego ślubu groziłoby utratą przez Francję kontroli nad strategicznie położonym terytorium oraz spadkiem prestiżu królów francuskich i zachęceniem do opozycji innych feudałów. Z tego powodu sprawująca władzę we Francji Blanka kastylijska nie chciała dopuścić do tego małżeństwa. Porozumiała się natomiast ze swoją siostrą, Berengarią, matką króla kastylijskiego, który właśnie owdowiał – ta z kolei obawiała się zaangażowania syna w związek poniżej jego godności. Małżeństwo okazało się udane, Ferdynand często zabierał ze sobą żonę na wyprawy wojenne i obdarzał cennymi podarunkami.
W 1251, gdy zmarła jej matka, została hrabiną Ponthieu. 20 maja 1252 zmarł jej mąż, a w październiku 1254 Joanna wróciła do Ponthieu i zamieszkała w Abbeville. Po swojej kuzynce, Mahaut z Dammartin, odziedziczyła także hrabstwo Aumale. Pomiędzy majem 1260 i 9 lutego 1261 poślubiła (także jako druga żona) Jana z Nesle, seniora Falvy i La Hérelle.
Hrabstwo Ponthieu po śmierci Joanny przypadło jej córce Eleonorze, która została żoną króla angielskiego Edwarda I. Pominięto przy tym Jana, syna najstarszego dziecka Joanny, zmarłego przed jej śmiercią Ferdynanda, zgodnie z prawami dziedziczenia panującymi w Pikardii.